# Caumont-sur-Garonne
Caumont-sur-Garonne es una comuna francesa situada en el departamento de Lot y Garona, en la región de Nueva Aquitania.

## Demografía
| 512 | 421 | 408 | 462 | 503 | 545 | 789 |
| Para los censos de 1962 a 1999 la población legal corresponde a la población sin duplicidades (Fuente: INSEE [Consultar]) |     |     |     |     |     |     |